# Moritz Heyer
Moritz Heyer (Ostercappeln, 4 de abril de 1995) es un futbolista alemán. Juega de defensa y su equipo es el Fortuna Düsseldorf de la 2. Bundesliga de Alemania.

## Trayectoria
El 17 de septiembre de 2020 se hizo oficial su traspaso al Hamburgo S. V. procedente del VfL Osnabrück a petición del entrenador Daniel Thioune, su contrato tendría una duración hasta el 30 de junio de 2026 tras su renovación en 2022.

## Clubes
| Club               | País     | Año       |
| ------------------ | -------- | --------- |
| Sportfreunde Lotte | Alemania | 2014-2018 |
| Hallescher FC      | Alemania | 2018-2019 |
| VfL Osnabrück      | Alemania | 2019-2020 |
| Hamburgo S. V.     | Alemania | 2020-2025 |
| Fortuna Düsseldorf | Alemania | 2025-     |